# Kanton Massiac
Massiac is een voormalig kanton van het Franse departement Cantal. Het kanton maakte deel uit van het arrondissement Saint-Flour. Het kanton is opgeheven bij decreet van 13 februari 2014, met uitwerking op 22 maart 2015.

## Gemeenten
Het kanton Massiac omvatte de volgende gemeenten:
- Auriac-l'Église
- Bonnac
- La Chapelle-Laurent
- Ferrières-Saint-Mary
- Laurie
- Leyvaux
- Massiac (hoofdplaats)
- Molèdes
- Molompize
- Saint-Mary-le-Plain
- Saint-Poncy
- Valjouze